# Lamium maculatum
Lamium maculatum (ortiga muerta)  es una especie  de  fanerógama perteneciente a la familia de las lamiáceas, nativa de toda Europa y Asia templada (Líbano, Siria, Turquía), creciendo en una variedad de hábitats,  desde pastizales abiertos a bosques, generalmente en suelos húmedos y fértiles.

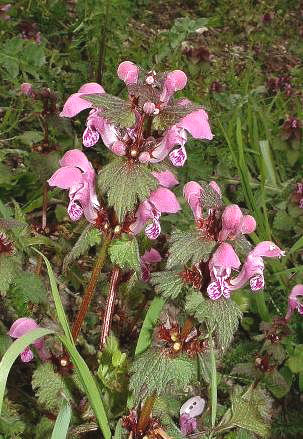

## Sinonimia
- Lamium album var. maculatum L., Sp. Pl.: 579 (1753).
- Lamium foliosum Crantz, Stirp. Austr. Fasc., ed. 2, 4: 258 (1763).
- Lamium laevigatum L., Sp. Pl. ed. 2: 808 (1763).
- Lamium melissifolium Mill., Gard. Dict. ed. 8: 5 (1768).
- Lamium rubrum Jenk., Gen. Sp. Descr. Brit. Pl.: 128 (1775).
- Lamium rugosum Sol. in W.Aiton, Hort. Kew. 2: 296 (1789).
- Lamium hirsutum Lam., Encycl. 3: 410 (1792).
- Lamium stoloniferum Lapeyr., Hist. Pl. Pyrénées: 333 (1813).
- Lamium affine Guss. & Ten. in M.Tenore, Fl. Neapol. Prodr. App. 4: x (1823).
- Lamium columnae Ten., Index Seminum (NAP) 1827: 16 (1827).
- Lamium mutabile Dumort., Fl. Belg.: 45 (1827).
- Lamium vulgatum var. rubrum Benth., Labiat. Gen. Spec.: 514 (1834).
- Lamium tillii Ten., Syll. Pl. Fl. Neapol., App. 4: 27 (1835).
- Lamium grenieri Mutel, Fl. Franç. 3: 25 (1836).
- Lamium grandiflorum Willd. ex Benth., Linnaea 11: 334 (1837), nom. inval.
- Lamium niveum Schrad., Linnaea 15(Litt.): 94 (1841).
- Lamium gundelsheimeri K.Koch, Linnaea 17: 297 (1844).
- Lamium truncatum Boiss., Diagn. Pl. Orient. 12: 86 (1853).
- Lamium cupreum Schott, Oesterr. Bot. Wochenbl. 1855: 357 (1855).
- Lamium dilatatum Schur, Enum. Pl. Transsilv.: 535 (1866).
- Lamium elegantissimum Schur, Enum. Pl. Transsilv.: 535 (1866), nom. illeg.
- Lamium cardiaca Cogn., Bull. Soc. Bot. France 20: xxiv (1873).
- Lamium cupreum subsp. dilatatum (Schur) Nyman, Consp. Fl. Eur.: 575 (1881).
- Lamium pallidiflorum Beck, Ann. K. K. Naturhist. Hofmus. 2: 144 (1887).
- Lamium villosifolium (R.R.Mill) A.P.Khokhr., Byull. Moskovsk. Obshch. Isp. Prir., Otd. Biol. 100(6): 83 (1995).[1]

## Nombres comunes
- Castellano: chordiga muerta, chupamieles, gallicos, gallos, lamio, lamio maculado, mamatetas, ordiga, ortiga blanca, ortiga fétida, órtiga fétida, ortiga manchada, ortiga muerta, ortiga muerta de hoja larga, ortiga muerta manchada, ortiga muerta matizada de blanco, pata de gallina, zapatitos de la virgen.[2]